# George Cholmondeley (1er marquis de Cholmondeley)
Pour les articles homonymes, voir George Cholmondeley.
George James Cholmondeley, 1er marquis de Cholmondeley (11 mai 1749 - 10 avril 1827), titré vicomte Malpas entre 1764 et 1770 et connu sous le nom de comte de Cholmondeley entre 1770 et 1815, est un pair et homme politique britannique.

## Biographie

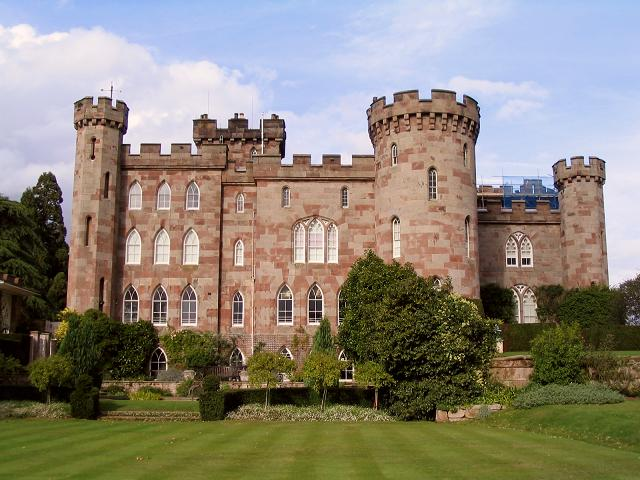
Château de Cholmondeley

Il est le fils de George Cholmondeley (vicomte Malpas) et d'Hester Edwardes. George Cholmondeley (3e comte de Cholmondeley), est son grand-père. Il est un descendant direct de Robert Walpole, le premier Premier ministre du Royaume-Uni . Il fait ses études au Collège d'Eton. En janvier 1776, il entame une liaison avec la beauté notoire Grace Elliott, lors d’un bal masqué du Panthéon. Grace est séparée légalement de son mari, le Dr John Eliot, qui devait divorcer plusieurs mois plus tard. Cette liaison a duré trois ans .

## Carrière
En 1770, il succède à son grand-père comme quatrième comte de Cholmondeley et entre à la Chambre des lords. En avril 1783, il est admis au Conseil privé et nommé capitaine des Yeomen de la Garde au sein du gouvernement du duc de Portland, poste qu'il occupe jusqu'en décembre de la même année. Il reste en poste pendant 29 ans, mais en 1812, il est nommé Lord-intendant sous l'administration conservatrice de Spencer Perceval. Il demeure en poste après la nomination de Lord Liverpool au poste de Premier ministre après l'assassinat de Perceval en mai 1812 et le reste jusqu'en 1821.
En 1815, il est créé comte de Rocksavage, dans le comté de Chester, et marquis de Cholmondeley. Il est fait chevalier grande croix de l'Ordre royal des Guelfes (ordre de Hanovre) en 1819 et chevalier de la jarretière en 1822. Outre sa carrière politique, il est également Lord Lieutenant du Cheshire de 1770 à 1783 et vice-amiral de Cheshire de 1770 à 1827.

## Vie privée

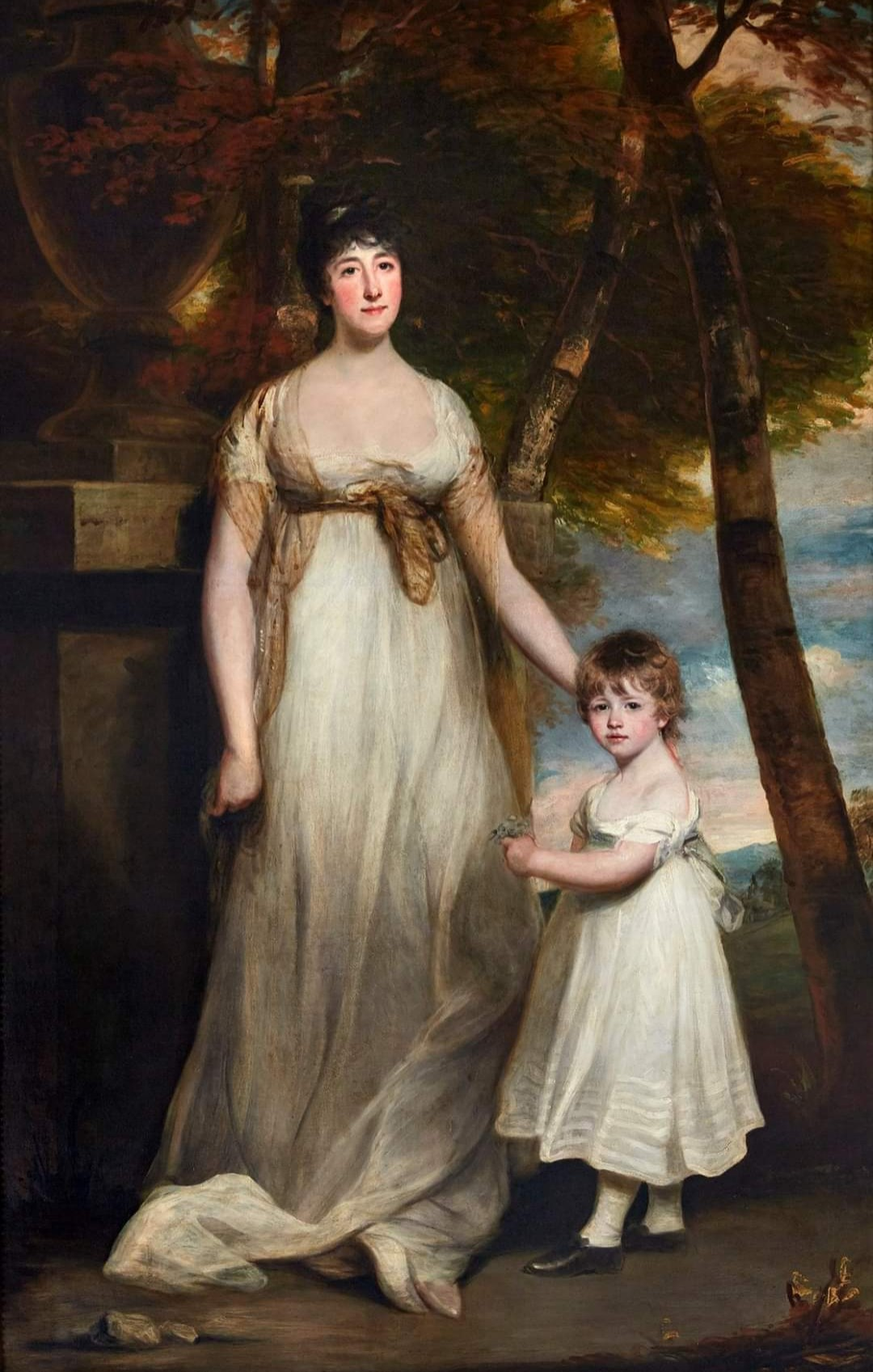
Lady Cholmondeley et son fils William Henry Hugh Cholmondeley, 3e marquis de Cholmondeley (1805), par Charles Turner

Il épouse Lady Georgiana Charlotte Bertie, fille de Peregrine Bertie (3e duc d'Ancaster et Kesteven), le 25 avril 1791. Par ce mariage, l'ancien office héréditaire de Lord-grand-chambellan est entré dans la famille Cholmondeley.
Il hérite de son grand-oncle Horace Walpole en 1797 de Houghton Hall dans le Norfolk, mais préfère vivre au château de Cholmondeley dans le Cheshire, qui est reconstruit en 1801-1804 selon ses plans.
Lord Cholmondeley meurt à l'âge de 77 ans en avril 1827. Son fils aîné George lui succède. Lady Cholmondeley est décédée en 1838.